# Rauze
Pour les articles homonymes, voir Rauze (homonymie).
La Rauze est une rivière française du département du Lot, en France, sous-affluent de la Garonne par le Lot et le Vers (à ne pas confondre avec la rivière Vert, également dans le département du Lot).

## Géographie
La Rauze est une rivière qui prend sa source sur la commune de Francoulès et rejoint le Vers à Cras. La longueur de ce cours d'eau est de 9,8 km.

### Communes traversées
- Lot : Francoulès, Bellefont-La Rauze, Nadillac, Cras.

## Principal affluent
- Ruisseau de Nadillac 2,4 km de longueur

## Protection de la nature
Les vallées de la Rauze et du Vers avec leurs vallons tributaires constituent depuis décembre 2004 une zone Natura 2000 de 4807 hectares, riche notamment en orchidées.

## Aménagements
Le Viaduc de la Rauze, emprunté par l'autoroute A20, enjambe la vallée.
Un parcours de randonnée longe le ruisseau.